# Денков, Николай
Николай Денков (болг. Николай Денков Денков; род. 3 сентября 1962, Стара-Загора) — болгарский государственный и политический деятель. Премьер-министр Болгарии с 6 июня 2023 по 9 апреля 2024 года. Ранее был министром образования Республики Болгарии. По образованию физик, физикохимик и химик. Является членом Болгарской академии наук и преподавателем Софийского университета.

## Биография
Родился 3 сентября 1962 года во фракийском городе Стара-Загора. После окончания начальной школы переехал в столицу Софию, где в 1980 году окончил Национальную гимназию естественных наук и математики. Затем получил степень магистра химии и фармации в Софийском университете, который окончил в 1987 году. В 1993 году защитил диссертацию и получил степень доктора наук. С 1997 года работал адъюнкт-лектором и стал профессором физической химии в Софийском университете в 2008 году. В период с 2008 по 2015 год был заведующим кафедрой технической химии и директором магистерского курса «Дисперсные системы в химических технологиях на факультете химии и фармации Софийского университета». Является доктором химических наук с 2007 года. Работал в Японии и в Уппсальском университете в Швеции, а также работал старшим научным сотрудником в научно-исследовательских институтах таких частных компаний, как Unilever (США) и Rhône-Poulenc (Франция).
В период с 2012 по 2013 год был членом различных рабочих групп в министерстве образования и науки и в Совете министров. Активно участвовал в разработке концепции программы «Наука и образование для разумного роста» и в обсуждениях Соглашения о партнёрстве на 2013—2020 годы между Республикой Болгария и Европейской комиссией.
С августа 2014 по апрель 2016 года был заместителем министра образования и науки в правительстве Бойко Борисова, отвечая за высшее образование и европейские структурные фонды, включая реализацию программы «Наука и образование для разумного роста». С 27 января 2017 по 4 мая 2017 года был исполняющим обязанности министра образования и науки во временном правительстве Огняна Герджикова.
В 2019 году был удостоен премии Европейского общества коллоидов и интерфейсов за исследовательские достижения и был избран полноправным членом Европейской академии. В 2010 году был награждён высшей национальной наградой «Пифагор» за научные достижения от министерства образования и науки Болгарии. В 2013 году получил Почётную медаль с голубой лентой Софийского университета.
С 12 мая 2021 по 13 декабря 2021 года снова был исполняющим обязанности министра образования и науки во временных правительствах Стефана Янева во время пандемии COVID-19. После окончания всеобщих выборов в ноябре 2021 года у коалиции «Продолжаем перемены» была самая крупная фракция в парламенте, и Николай Денков стал министром образования в правительстве Кирила Петкова.
6 июня 2023 было избрано новое ротационное правительство коалиции партий Продолжаем перемены-Демократическая Болгария, поддержанное в парламенте партией ГЕРБ. Премьер-министром Болгарии стал Николай Денков, выдвинутый ПП-ДБ, а вице-премьером стала Мария Габриэль из ГЕРБ, которые через 9 месяцев должны были поменяться местами, однако этого не произошло, в результате чего правительство Николая Денкова подало в отставку 6 марта 2024 года и 9 апреля 2024 года было назначено новое служебное правительство во главе с Димитром Главчевым.

## Награды
- Цепь ордена «Святые Кирилл и Мефодий» (25 октября 2022 года) — за особо значительные заслуги в области образования и науки[8].